# Monanthotaxis angustifolia
Monanthotaxis angustifolia là loài thực vật có hoa thuộc họ Na. Loài này được (Exell) Verdc. mô tả khoa học đầu tiên năm 1971.